# クリエイション・ミュージック・ライツ
株式会社クリエイション・ミュージック・ライツ（英: KREATION MUSIC RIGHTS Co., Ltd.）は、韓国の芸能プロダクション・SMエンタテイメントの音楽パブリッシング子会社。

## 概要
2020年11月、SMエンタテインメントはファンクラブ事業を目的に5億ウォンを出資し、「エスエム・フレンズ（SM Friends）」を設立した。
しかし、SMエンタテインメントがHYBEのグローバルファンダムプラットフォーム・Weverseでファンクラブ事業を行うことを決定したため、SMフレンズを音楽パブリッシング専門会社に転換。2023年7月に社名を「クリエイション・ミュージック・ライツ（KREATION MUSIC RIGHTS）」に変更した。

## 沿革
SMフレンズ
- 2020年11月 - SMエンタテインメントが、ファンクラブ事業を目的にSMフレンズを設立。
- 2023年5月 - 事業維持の必要性が減り、法人を清算するために解散登記を完了。

クリエイション・ミュージック・ライツ
- 2023年
  - 7月 - 社名をクリエイション・ミュージック・ライツに変更[1]。
  - 8月 - 音楽制作会社・THE HUBを買収[2]。同年に作曲家マネジメント会社・MONOTREEを買収し、SMASHHITを新設した。
  - 11月 - 10x Entertainmentのアーティストマネジメント事業を22億ウォンで買収[2]。
  - 12月 - ヨーロッパ法人を設立し、現地創作家チームと契約を締結[3]。
- 2024年
  - 3月 - アーティストのマネジメント事業を担当するプロデュースレーベル・Kustomadeを設立[4]。 また、 BADXを買収。
  - 7月 - 韓国のレジデンス・ホスピタリティ企業のJIENEM (ジネム) と、K-POPをテーマにしたホテルを開発するための覚書(MOU)を締結[5]。
  - 10月 - スウェーデンのTEN Music Groupとサブパブリッシング契約を締結[6]。

## 社内独立企業
CIC(社内独立企業、company in company)
- SMASHHIT
- THE HUB
- MONOTREE
- BADX

## レーベル
- Kustomade